# Tastemaker Albums
Tastemakers Albums (укр. Альбоми — законодавці смаку) — тижневий американський хіт-парад альбомів, що продаються лише у незалежних роздрібних торговців та в невеликих мережах, який виходить в часописі «Білборд» з 2005 року.

## Історія створення
Метою створення чарту Tastemakers було показувати результати продажів альбомів лише в роздрібних магазинах та невеликих мережах, щоб надати можливість починаючим артистам будувати власні рекламні кампанії відповідним чином. Хіт-парад вважався схожим за змістом із Top Heatseekers і мав допомогти великим лейблам звернути увагу на перспективних інді-виконавців. До того ж керівництво Billboard було зацікавлено в тому, щоб отримувати ринкові дані з невеликих мереж, де засоби розповсюдження альбомів суттєво відрізнялись від мас-маркету.
Хіт-парад Tastemakers вперше з'явився 3 грудня 2005 року, та був заснований на даних продажів з майже 300 незалежних продавців. Найбільшими мережами, з яких було отримано дані, стали Coalition of Independent Music Stores (70 точок продажу) та Music Monitor Network (94 магазини). До чарту увійшло 15 альбомів, а першу сходинку посів Confessions On A Dance Floor Мадонни.

## Лідери чарту
Починаючи з 2006 року на додачу до тижневих чартів у Billboard виходили річні рейтинги Tastemakers Albums:
- 2006 — Gnarls Barkley[en] — St. Elsewhere[en]
- 2007 — Емі Вайнгауз — Back to Black
- 2008 — Lil Wayne — Tha Carter III[en]
- 2009 — Kings of Leon — Only by the Night[en]
- 2010 — Eminem — Recovery
- 2011 — Adele — 21
- 2012 — Adele — 21
- 2013 — Daft Punk — Random Access Memories
- 2014 — Джек Вайт — Lazaretto[en]
- 2015 — Alabama Shakes — Sound & Color
- 2016 — Adele — 25
- 2017 — Кендрік Ламар — DAMN.[en]
- 2018 — Greta Van Fleet — From the Fires[en]
- 2019 — Біллі Айліш — When We All Fall Asleep, Where Do We Go?
- 2020 — Тейлор Свіфт — Folklore
- 2021 — Fleetwood Mac — Rumours